# 阿里扬·科马泽茨
阿里扬·科马泽茨（1970年1月23日—），克罗地亚男子篮球运动员。他曾代表克罗地亚国家队参加1992年和1996年夏季奥林匹克运动会篮球比赛，获得一枚银牌。